# Anemone caffra
Anemone caffra är en ranunkelväxtart som först beskrevs av Christian Friedrich Frederik Ecklon och Zeyh., och fick sitt nu gällande namn av William Henry Harvey. Anemone caffra ingår i släktet sippor, och familjen ranunkelväxter. Inga underarter finns listade i Catalogue of Life.